# Primera División de Bolivia 1989
La LFPB 1989 fue un campeonato de fútbol correspondiente a la 13.ª temporada de la Liga de Fútbol Profesional Boliviano. El Campeón Nacional fue The Strongest, obteniendo su 3.º título en la Era Profesional de la Liga y 6° en Primera División.

## Formato
La Temporada 1989 fue disputada entre abril y el 4 de marzo de 1990.
Doce clubes compitieron en fase de grupos en dos vueltas (local y visitante). Un club recibe 2 puntos por partido ganado, 1 punto por partido empatado y 0 puntos por partido perdido. Los clubes son clasificados por puntos y los criterios de desempate son en el siguiente orden: diferencia de goles, goles marcados y resultados directos entre equipos empatados. 
El Campeón y subcampeón del torneo clasificaron a la Copa Libertadores 1990.
El club con más bajo puntaje fue reemplazado por el campeón de la Asociación de Fútbol de su misma ciudad.

## Equipos y Estadios
| Equipo                 | Fundación                | Ciudad     | Estadio                 |
| ---------------------- | ------------------------ | ---------- | ----------------------- |
| Always Ready           | 13 de abril de 1933      | La Paz     | Simón Bolívar           |
| Blooming               | 1 de mayo de 1946        | Santa Cruz | Ramón Tahuichi Aguilera |
| Bolívar                | 12 de abril de 1925      | La Paz     | Simón Bolívar           |
| Ciclón                 | 21 de septiembre de 1951 | Tarija     | IV Centenario           |
| Deportivo Litoral      | 22 de marzo de 1932      | La Paz     | Hernando Siles          |
| Destroyers             | 14 de septiembre de 1948 | Santa Cruz | Ramón Tahuichi Aguilera |
| Oriente Petrolero      | 5 de noviembre de 1955   | Santa Cruz | Ramón Tahuichi Aguilera |
| Real Santa Cruz        | 2 de mayo de 1962        | Santa Cruz | Ramón Tahuichi Aguilera |
| San José               | 19 de marzo de 1942      | Oruro      | Jesús Bermúdez          |
| The Strongest          | 8 de abril de 1908       | La Paz     | Hernando Siles          |
| Universitario de Sucre | 5 de abril de 1961       | Sucre      | Morro de Surapata       |
| Wilstermann            | 24 de noviembre de 1949  | Cochabamba | Félix Capriles          |

## Primera Fase

### Tabla de posiciones
| Pos | Equipo                 | Pts | PJ | PG | PE | PP | GF | GC | Dif |
| --- | ---------------------- | --- | -- | -- | -- | -- | -- | -- | --- |
| 1º  | The Strongest          | 24  | 18 | 10 | 4  | 4  | 45 | 15 | 30  |
| 2º  | Blooming               | 23  | 18 | 10 | 3  | 5  | 33 | 22 | 11  |
| 3º  | Bolívar                | 22  | 18 | 10 | 2  | 6  | 34 | 19 | 15  |
| 4º  | Destroyers             | 22  | 18 | 9  | 4  | 5  | 39 | 26 | 13  |
| 5º  | Oriente Petrolero      | 17  | 18 | 7  | 3  | 8  | 32 | 27 | 5   |
| 6º  | Real Santa Cruz        | 17  | 18 | 6  | 5  | 7  | 19 | 33 | -14 |
| 7º  | Ciclón                 | 16  | 18 | 7  | 2  | 9  | 21 | 28 | -7  |
| 8º  | Always Ready           | 16  | 18 | 4  | 8  | 6  | 16 | 28 | -12 |
| 9º  | Deportivo Litoral      | 13  | 18 | 4  | 5  | 9  | 14 | 24 | -10 |
| 10º | Universitario de Sucre | 10  | 18 | 3  | 4  | 11 | 11 | 42 | -31 |

Pts = Puntos; PJ = Partidos Jugados; G = Partidos Ganados; E = Partidos Empatados; P = Partidos Perdidos; GF = Goles Anotados; GC = Goles Recibidos; Dif = Diferencia de gol
|  | Ganador de la Primera Fase y clasificado a la Final del Campeonato |

## Segunda Fase
Los equipos de Wilstermann y San José se incorporaron en esta Fase.

### Fase de grupos

#### Grupo A
| Pos | Equipo                 | Pts | PJ | PG | PE | PP | GF | GC | Dif |
| --- | ---------------------- | --- | -- | -- | -- | -- | -- | -- | --- |
| 1.  | Real Santa Cruz        | 17  | 12 | 7  | 3  | 2  | 17 | 13 | 4   |
| 2.  | Oriente Petrolero      | 16  | 12 | 7  | 2  | 3  | 25 | 14 | 11  |
| 3.  | Bolívar                | 14  | 12 | 5  | 4  | 3  | 23 | 13 | 10  |
| 4.  | Deportivo Litoral      | 12  | 12 | 4  | 4  | 4  | 19 | 20 | -1  |
| 5.  | San José               | 11  | 12 | 3  | 5  | 4  | 9  | 15 | -6  |
| 6.  | Universitario de Sucre | 9   | 12 | 2  | 5  | 5  | 7  | 14 | -7  |

Pts = Puntos; PJ = Partidos Jugados; G = Partidos Ganados; E = Partidos Empatados; P = Partidos Perdidos; GF = Goles Anotados; GC = Goles Recibidos; Dif = Diferencia de gol
|  | Clasificados a la Fase Final. |

#### Grupo B
| Pos | Equipo        | Pts | PJ | PG | PE | PP | GF | GC | Dif |
| --- | ------------- | --- | -- | -- | -- | -- | -- | -- | --- |
| 1.  | The Strongest | 19  | 12 | 8  | 3  | 1  | 22 | 6  | 16  |
| 2.  | Blooming      | 13  | 12 | 4  | 5  | 3  | 11 | 15 | -4  |
| 3.  | Wilstermann   | 12  | 12 | 5  | 2  | 5  | 13 | 10 | 3   |
| 4.  | Destroyers    | 9   | 12 | 3  | 3  | 6  | 13 | 16 | -3  |
| 5.  | Ciclón        | 6   | 12 | 1  | 4  | 7  | 10 | 18 | -8  |
| 6.  | Always Ready  | 6   | 12 | 1  | 4  | 7  | 9  | 24 | -15 |

Pts = Puntos; PJ = Partidos Jugados; G = Partidos Ganados; E = Partidos Empatados; P = Partidos Perdidos; GF = Goles Anotados; GC = Goles Recibidos; Dif = Diferencia de gol
|  | Clasificados a la Fase Final. |

### Fase Final

#### Cuadrangular A
| Pos | Equipo          | Pts | PJ | G | E | P | GF | GC | Dif |
| --- | --------------- | --- | -- | - | - | - | -- | -- | --- |
| 1º  | Blooming        | 8   | 6  | 2 | 4 | 0 | 9  | 7  | 2   |
| 2º  | Bolívar         | 6   | 6  | 2 | 2 | 2 | 13 | 6  | 7   |
| 3º  | Destroyers      | 6   | 6  | 1 | 4 | 1 | 6  | 6  | 0   |
| 4º  | Real Santa Cruz | 4   | 6  | 1 | 2 | 3 | 7  | 16 | -9  |

Pts = Puntos; PJ = Partidos Jugados; G = Partidos Ganados; E = Partidos Empatados; P = Partidos Perdidos; GF = Goles Anotados; GC = Goles Recibidos; Dif = Diferencia de gol

#### Cuadrangular B
| Pos | Equipo            | Pts | PJ | G | E | P | GF | GC | Dif |
| --- | ----------------- | --- | -- | - | - | - | -- | -- | --- |
| 1º  | The Strongest     | 7   | 6  | 3 | 1 | 2 | 9  | 5  | 4   |
| 2º  | Oriente Petrolero | 6   | 6  | 3 | 0 | 3 | 11 | 8  | 3   |
| 3º  | Wilstermann       | 6   | 6  | 2 | 2 | 2 | 6  | 7  | -1  |
| 4º  | Deportivo Litoral | 5   | 6  | 2 | 1 | 3 | 4  | 10 | -6  |

Pts = Puntos; PJ = Partidos Jugados; G = Partidos Ganados; E = Partidos Empatados; P = Partidos Perdidos; GF = Goles Anotados; GC = Goles Recibidos; Dif = Diferencia de gol

### Ronda de Definición
|  | Semifinales       | Semifinales | Semifinales       |   |         | Final | Final | Final | Final |  |
|  |                   |             |                   |   |         |       |       |       |       |  |
|  |                   |             |                   |   |         |       |       |       |       |  |
|  | Bolívar           | 1           | 1                 |   |         |       |       |       |       |  |
|  | Bolívar           | 1           | 1                 |   |         |       |       |       |       |  |
|  | The Strongest     | 1           | 1                 |   |         |       |       |       |       |  |
|  | The Strongest     | 1           | 1                 |   | Bolívar | 0     | 1     | 0     |       |  |
|  |                   |             |                   |   | Bolívar | 0     | 1     | 0     |       |  |
|  |                   |             | Oriente Petrolero | 1 | 0       | 1     |       |       |       |  |
|  | Blooming          | 0           | Oriente Petrolero | 1 | 0       | 1     | 2     |       |       |  |
|  | Blooming          | 0           |                   |   |         |       | 2     |       |       |  |
|  | Oriente Petrolero | 1           | 2                 |   |         |       |       |       |       |  |
|  | Oriente Petrolero | 1           | 2                 |   |         |       |       |       |       |  |
|  |                   |             |                   |   |         |       |       |       |       |  |

(L): En cada llave, el equipo ubicado en la primera línea es el que ejerce la localía en el partido de vuelta. Bolívar clasifica a la final por tener mejor diferencia de goles que The Strongest después de igualar en el marcador global.

### Final
Los equipos de Bolívar y Oriente Petrolero disputaron partidos de ida y vuelta en los cuales la diferencia de goles no contaba, si empataban en puntos debieron definir en un partido extra y de prolongar la igualdad definirían por lanzamientos desde el punto penal.
| 21 de febrero de 1990, 20:30 (UTC-4) | Oriente Petrolero      | 1:0 (0:0) | Bolívar | Estadio Ramón Tahuichi Aguilera, Santa Cruz de la Sierra |  |
|                                      | Sebastião da Silva 60' |           |         |                                                          |  |

| 24 de febrero de 1990, 15:30 (UTC-4) | Bolívar        | 1:0 (0:0) | Oriente Petrolero | Estadio Hernando Siles, La Paz |  |
|                                      | Rubén Vaca 87' |           |                   |                                |  |

| 28 de febrero de 1990, 20:00 (UTC-4) | Bolívar | 0:1 (0:0) | Oriente Petrolero      | Estadio Félix Capriles, Cochabamba |  |
|                                      |         |           | 56' Sebastião da Silva |                                    |  |

## Final de Campeonato
La disputaron The Strongest y Oriente Petrolero al ser ganadores de la Primera y Segunda Fase respectivamente.
| 4 de marzo de 1990, 20:00 (UTC-4) | The Strongest         | 1:0 (0:0) | Oriente Petrolero | Estadio Félix Capriles, Cochabamba |                        |
|                                   | Gustavo Quinteros 75' |           |                   | Árbitro(s): Pablo Peña             | Árbitro(s): Pablo Peña |

## Campeón
|                                                                          |
| LFPB 1989 The Strongest 3° Título Liguero 6.º Título de Primera División |

## Sistema de Descenso
Para definir los descensos y ascensos se realizó una tabla sumatoria de todo la temporada y se dieron los siguientes resultados:
| Pos | Equipo                 | PJ | PG | PE | PP | GF | GC | Dif | Pts |
| --- | ---------------------- | -- | -- | -- | -- | -- | -- | --- | --- |
| 1º  | The Strongest          | 30 | 18 | 7  | 5  | 67 | 21 | 46  | 43  |
| 2º  | Bolívar                | 30 | 15 | 6  | 9  | 57 | 32 | 25  | 36  |
| 3º  | Blooming               | 30 | 14 | 8  | 8  | 44 | 37 | 7   | 36  |
| 4º  | Real Santa Cruz        | 30 | 13 | 8  | 9  | 36 | 46 | -10 | 34  |
| 5º  | Oriente Petrolero      | 30 | 14 | 5  | 11 | 57 | 41 | 16  | 33  |
| 6º  | Destroyers             | 30 | 12 | 7  | 11 | 52 | 42 | 10  | 31  |
| 7º  | Deportivo Litoral      | 30 | 8  | 9  | 13 | 33 | 44 | -11 | 25  |
| 8º  | Ciclón                 | 30 | 8  | 6  | 16 | 31 | 46 | -15 | 22  |
| 9º  | Always Ready           | 30 | 5  | 12 | 13 | 25 | 52 | -27 | 22  |
| 10º | Universitario de Sucre | 30 | 5  | 9  | 16 | 18 | 56 | -38 | 19  |

Pts = Puntos; PJ = Partidos Jugados; G = Partidos Ganados; E = Partidos Empatados; P = Partidos Perdidos; GF = Goles Anotados; GC = Goles Recibidos; Dif = Diferencia de gol
|  | Descenso Directo: Reemplazado por Independiente Petrolero (Campeón de la ACHF 1989) |

Los equipos de Wilstermann y San José quedaron excluidos de la tabla sumatoria, debido a que solo participaron en la Segunda Fase.